# Boglárka (keresztnév)
A Boglárka újabb keletű női név, a boglárka virágnévből.

## Rokon nevek
Boglár, Bogi

## Gyakorisága
Az újszülötteknek adott nevek körében az 1990-es években gyakori név volt. A 2000-es években nagyon népszerű lett, a 2-9., a 2010-es években az 5-10. helyen szerepelt a 100 leggyakrabban adott női név között.
A teljes népességre vonatkozóan a Boglárka a 2000-es években a 69-77., a 2010-es években az 58-68. helyen állt a 100 leggyakrabban viselt női név között.

## Névnapok
augusztus 1., augusztus 22.

## Híres Boglárkák
- Kolcsár Boglárka budapesti főtitkár
- Berkes Boglárka szinkronszínész
- Csemer Boglárka énekesnő
- Csősz Boglárka színésznő
- Dallos-Nyers Boglárka énekesnő
- Debreceni Boglárka író, költő, szerkesztő
- Dévai Boglárka tornász
- Kapás Boglárka olimpiai bronzérmes és Európa-bajnok úszó
- Farkas Boglárka műsorvezető
- Megyeri Boglárka válogatott labdarúgó
- Szabó Boglárka válogatott labdarúgó
- Pohly Boglárka operetténekes